# Somatogyrus alcoviensis
The reverse pebblesnail, danh pháp hai phần Somatogyrus alcoviensis, là một loài ốc nước ngọt cỡ nhỏ có mang và nắp, là động vật thân mềm chân bụng sống dưới nước thuộc họ Hydrobiidae.
Đây là loài đặc hữu của Hoa Kỳ. Nó đã tuyệt chủng.